# 田马镇
田马镇，山东省寿光市已撤消建制镇。2007年8月30日撤销，将原田马镇的行政区域并入稻田镇。
田马镇撤销前，位于寿光市东南部，面积61平方公里，辖56个行政村，总人口4.1万人。田马镇农业优势突出，有号称“田马三宝”的“王婆”香瓜、“桂河”芹菜和“赵庙”萝卜三大知名农业名牌。其中冬暖大棚甜瓜的模式成功改变了北方农民冬天吃不上新鲜水果的历史，田马镇仅香瓜大棚就有2万多个，占地4万余亩，年产3亿公斤，常年种植的品种有60多个，几乎覆盖全国所有香瓜品种，是全国最大的香瓜生产基地，2000年3月被中国农学会特产经济专业委员会授予“中国香瓜第一镇”的称号。